# Thornwill
A Thornwill magyar heavy/power metal együttes. Ágoston Krisztián és Szabó Márton alapította 2004-ben. Őket egyszerűen a metal zene szeretete inspirálta. A fiatalok célja az volt hogy igazán kemény, de ugyanakkor dallamos és könnyen befogadható legyen a zene a műfajon belül.[forrás?] Zenéjükre leginkább az ismert külföldi előadók voltak hatással, például a Savatage, a Dream Theater, a Rage, a Nevermore, a Pantera és a Metallica.

## Diszkográfia
- Implosion (2010)
- Requiem for a Fool (2013)

## Jelenlegi tagok
- Gábor Álmos - ének (2005-)
- Ágoston Krisztián - gitár, háttérvokál (2004-)
- Szabó Márton - gitár (2004-)
- Paróczi Tamás - basszusgitár (2004-)
- Balázs András - dob (2005-)

## Korábbi tagok
- Jurásek Dániel - ének (2004-2005)
- Knausz Péter - dob (2004-2005)